# Coupe du monde de football des moins de 17 ans 2007
Navigation
Pérou 2005 Nigéria 2009
La Coupe du monde de football des moins de 17 ans 2007 est la douzième édition de la coupe du monde de football des moins de 17 ans et se déroule en Corée du Sud du 18 août au 9 septembre 2007. Seuls les joueurs nés après le 1er janvier 1990 peuvent participer au tournoi, le premier organisé en Asie depuis 14 ans.
Le Nigéria rejoint le Brésil au palmarès en remportant la compétition pour la 3e fois. Chose curieuse : ils ont gagné leurs 3 titres lors des 3 éditions organisées en Asie. Le Nigéria remporte le titre aux tirs au but après un match nul et vierge après prolongation en finale face à l'Espagne, finaliste malheureux pour la 3e fois et jamais récompensé jusqu'à présent. Peu de surprises sont à souligner, excepté le Brésil, sorti dès les huitièmes de finale par le Ghana. Le Pérou arrive à se hisser jusqu'en quarts de finale après avoir terminé premier de son groupe, c'est la seule équipe inattendue à ce niveau puisqu'elle est accompagnée de la France, de l'Angleterre, de l'Allemagne -qui terminera troisième- ou de l'Argentine, en plus du Nigéria, du Ghana et de l'Espagne.
Malgré l'élargissement du tournoi de 16 à 24 équipes, on note l'absence du champion du monde en titre, le Mexique, qui a complètement raté son championnat continental mais aussi l'Australie, dont la fédération vient de quitter l'OFC pour la Confédération asiatique et qui n'a même pas réussi à se qualifier pour le tournoi régional asiatique. En revanche, plusieurs sélections ont participé au mondial pour la première fois : le Togo (Afrique), le Tadjikistan et la Syrie (Asie), tous deux arrivés jusqu'en huitièmes, Haïti et le Honduras (Amérique centrale), et enfin l'Angleterre, quart-finaliste, et la Belgique (Europe).

## Stades
| Villes    | Stades                  | Club résident          | Capacités     |
| --------- | ----------------------- | ---------------------- | ------------- |
| Suwon     | Suwon Sports Complex    | Samsung Bluewings      | 32 000 places |
| Seogwipo  | Jeju World Cup Stadium  | Jeju United            | 42 256 places |
| Ulsan     | Ulsan Complex Stadium   | Ulsan Hyundai Horang-i | 19 050 places |
| Gwangyang | Gwang-Yang Stadium      | Chunnam Dragons        | 14 284 places |
| Changwon  | Changwon Civil Stadium  | Gyeongnam FC           | 37 000 places |
| Cheonan   | Oryong Stadium          |                        | 21 000 places |
| Goyang    | Goyang Stadium          | Kookmin Bank FC        | 41 311 places |
| Séoul     | Seoul World Cup Stadium | FC Séoul               | 68 476 places |

## Qualification
Outre le pays hôte, la Corée du Sud, qualifié d'office, 23 équipes ont obtenu leur qualification sur le terrain. Du fait du passage de 16 à 24 équipes, chaque confédération gagne une place supplémentaire en moyenne. Cependant du fait du faible nombre de membres de l'OFC dans cette catégorie d'âge, l'Océanie n'a pas de place supplémentaire ce qui profite à la zone Europe qui en gagne deux (pour un total de 5). Enfin une place supplémentaire est également attribuée à la confédération à laquelle appartient le champion du monde sortant. Le Mexique, vainqueur en 2005, permet donc à la zone CONCACAF d'avoir 5 qualifiés en Coupe du monde au lieu de 3. 
| Confédération              | Tournoi qualificatif                                                                 | Qualifié(s)                                            |
| -------------------------- | ------------------------------------------------------------------------------------ | ------------------------------------------------------ |
| AFC (Asie)                 | Coupe d'Asie des nations de football des moins de 16 ans 2006                        | Japon Tadjikistan Syrie Corée du Nord                  |
| CAF (Afrique)              | Coupe d'Afrique des nations des moins de 17 ans 2007                                 | Ghana Tunisie Nigeria Togo                             |
| CONCACAF                   | Tournoi d'Amérique du Nord, centrale et Caraïbe de football des moins de 17 ans 2007 | Costa Rica États-Unis Honduras Haïti Trinité-et-Tobago |
| CONMEBOL (Amérique du Sud) | Championnat des moins de 17 ans de la CONMEBOL 2007                                  | Argentine Brésil Colombie Pérou                        |
| OFC (Océanie)              | Tournoi qualificatif de l'OFC des moins de 17 ans 2007                               | Nouvelle-Zélande                                       |
| UEFA (Europe)              | Championnat d'Europe de football des moins de 17 ans 2007                            | France Allemagne Angleterre Espagne Belgique           |
| Pays hôte                  | Pays hôte                                                                            | Corée du Sud                                           |

## Phase finale

### Premier tour
Les 24 équipes sont réparties en 6 groupes de 4. Les deux premiers de chaque groupe ainsi que les quatre meilleurs troisièmes sont qualifiés pour les huitièmes de finale.

#### Groupe A
| Classement final : |              |     |   |   |   |   |    |    |      |
|                    | Équipe       | Pts | J | G | N | P | BP | BC | Diff |
| 1                  | Pérou        | 7   | 3 | 2 | 1 | 0 | 2  | 0  | +2   |
| 2                  | Costa Rica   | 4   | 3 | 1 | 1 | 1 | 3  | 2  | +1   |
| 3                  | Corée du Sud | 3   | 3 | 1 | 0 | 2 | 2  | 4  | -2   |
| 4                  | Togo         | 2   | 3 | 0 | 2 | 1 | 2  | 3  | -1   |

| 18 août | Costa Rica   | 1 | 1 | Togo         |
|         | Pérou        | 1 | 0 | Corée du Sud |
| 21 août | Pérou        | 0 | 0 | Togo         |
|         | Costa Rica   | 2 | 0 | Corée du Sud |
| 24 août | Corée du Sud | 2 | 1 | Togo         |
|         | Pérou        | 1 | 0 | Costa Rica   |

1re journée
| 18 août 2007 | Costa Rica   | 1 – 1 | Togo     | Suwon Sports Complex, Suwon                                   |                                                               |
| 17:00        | Martinez 81e |       | Mani 39e | Spectateurs : 7 256 Arbitrage : Sálvio Spínola Fagundes Filho | Spectateurs : 7 256 Arbitrage : Sálvio Spínola Fagundes Filho |
| 17:00        | (Rapport)    |       |          | Spectateurs : 7 256 Arbitrage : Sálvio Spínola Fagundes Filho | Spectateurs : 7 256 Arbitrage : Sálvio Spínola Fagundes Filho |

| 18 août 2007 | Pérou       | 1 – 0 | Corée du Sud | Suwon Sports Complex, Suwon                 |                                             |
| 20:00        | Bazalar 29e |       |              | Spectateurs : 27 112 Arbitrage : Ivan Bebek | Spectateurs : 27 112 Arbitrage : Ivan Bebek |
| 20:00        | (Rapport)   |       |              | Spectateurs : 27 112 Arbitrage : Ivan Bebek | Spectateurs : 27 112 Arbitrage : Ivan Bebek |

2e journée
| 21 août 2007 | Pérou     | 0 – 0 | Togo | Suwon Sports Complex, Suwon                  |                                              |
| 17:00        |           |       |      | Spectateurs : 1 300 Arbitrage : Joel Aguilar | Spectateurs : 1 300 Arbitrage : Joel Aguilar |
| 17:00        | (Rapport) |       |      | Spectateurs : 1 300 Arbitrage : Joel Aguilar | Spectateurs : 1 300 Arbitrage : Joel Aguilar |

| 21 août 2007 | Costa Rica                | 2 – 0 | Corée du Sud | Suwon Sports Complex, Suwon                        |                                                    |
| 20:00        | Urena 85e · Peralta 90+1e |       |              | Spectateurs : 23 120 Arbitrage : Grzegorz Gilewski | Spectateurs : 23 120 Arbitrage : Grzegorz Gilewski |
| 20:00        | (Rapport)                 |       |              | Spectateurs : 23 120 Arbitrage : Grzegorz Gilewski | Spectateurs : 23 120 Arbitrage : Grzegorz Gilewski |

3e journée
| 24 août 2007 | Corée du Sud                            | 2 – 1 | Togo        | Ulsan Complex Stadium, Ulsan                    |                                                 |
| 20:00        | Seol Jae-mun 45+1e · Yoon Bit-garam 80e |       | Atakora 20e | Spectateurs : 22 000 Arbitrage : Bertrand Layec | Spectateurs : 22 000 Arbitrage : Bertrand Layec |
| 20:00        | (Rapport)                               |       |             | Spectateurs : 22 000 Arbitrage : Bertrand Layec | Spectateurs : 22 000 Arbitrage : Bertrand Layec |

| 24 août 2007 | Pérou       | 1 – 0 | Costa Rica | Jeju World Cup Stadium, Seogwipo           |                                            |
| 20:00        | Bazalar 89e |       |            | Spectateurs : 510 Arbitrage : Eddy Maillet | Spectateurs : 510 Arbitrage : Eddy Maillet |
| 20:00        | (Rapport)   |       |            | Spectateurs : 510 Arbitrage : Eddy Maillet | Spectateurs : 510 Arbitrage : Eddy Maillet |

#### Groupe B
| Classement final : |                  |     |   |   |   |   |    |    |      |
|                    | Équipe           | Pts | J | G | N | P | BP | BC | Diff |
| 1                  | Angleterre       | 7   | 3 | 2 | 1 | 0 | 8  | 2  | +6   |
| 2                  | Brésil           | 6   | 3 | 2 | 0 | 1 | 14 | 3  | +11  |
| 3                  | Corée du Nord    | 4   | 3 | 1 | 1 | 1 | 3  | 7  | -4   |
| 4                  | Nouvelle-Zélande | 0   | 3 | 0 | 0 | 3 | 0  | 13 | -13  |

| 18 août | Angleterre    | 1 | 1 | Corée du Nord    |
|         | Brésil        | 7 | 0 | Nouvelle-Zélande |
| 21 août | Angleterre    | 5 | 0 | Nouvelle-Zélande |
|         | Brésil        | 6 | 1 | Corée du Nord    |
| 24 août | Corée du Nord | 1 | 0 | Nouvelle-Zélande |
|         | Angleterre    | 2 | 1 | Brésil           |

1re journée
| 18 août 2007 | Angleterre | 1 – 1 | Corée du Nord    | Jeju World Cup Stadium, Seogwipo              |                                               |
| 14:00        | Moses 62e  |       | Rim Chol-min 89e | Spectateurs : 12 600 Arbitrage : Eddy Maillet | Spectateurs : 12 600 Arbitrage : Eddy Maillet |
| 14:00        | (Rapport)  |       |                  | Spectateurs : 12 600 Arbitrage : Eddy Maillet | Spectateurs : 12 600 Arbitrage : Eddy Maillet |

| 18 août 2007 | Brésil                                                                                          | 7 – 0 | Nouvelle-Zélande | Jeju World Cup Stadium, Seogwipo                  |                                                   |
| 17:00        | Fabinho 1re · Lazaro 6e · Giuliano 33e · Fábio 50e · Alex 54e · Lulinha 60e (pen.) · Junior 87e |       |                  | Spectateurs : 8 500 Arbitrage : Grzegorz Gilewski | Spectateurs : 8 500 Arbitrage : Grzegorz Gilewski |
| 17:00        | (Rapport)                                                                                       |       |                  | Spectateurs : 8 500 Arbitrage : Grzegorz Gilewski | Spectateurs : 8 500 Arbitrage : Grzegorz Gilewski |

2e journée
| 21 août 2007 | Angleterre                                     | 5 – 0 | Nouvelle-Zélande | Jeju World Cup Stadium, Seogwipo               |                                                |
| 17:00        | Welbeck 3e, 27e · Moses 7e, 30e · Chambers 88e |       |                  | Spectateurs : 2 500 Arbitrage : Bertrand Layec | Spectateurs : 2 500 Arbitrage : Bertrand Layec |
| 17:00        | (Rapport)                                      |       |                  | Spectateurs : 2 500 Arbitrage : Bertrand Layec | Spectateurs : 2 500 Arbitrage : Bertrand Layec |

| 21 août 2007 | Brésil                                                         | 6 – 1 | Corée du Nord | Jeju World Cup Stadium, Seogwipo                 |                                                  |
| 20:00        | Fábio 4e, 8e · Alex 6e · Maicon 22e · Giuliano 47e · Choco 90e |       | An Il-bom 24e | Spectateurs : 13 500 Arbitrage : Ravshan Irmatov | Spectateurs : 13 500 Arbitrage : Ravshan Irmatov |
| 20:00        | (Rapport)                                                      |       |               | Spectateurs : 13 500 Arbitrage : Ravshan Irmatov | Spectateurs : 13 500 Arbitrage : Ravshan Irmatov |

3e journée
| 24 août 2007 | Corée du Nord    | 1 – 0 | Nouvelle-Zélande | Ulsan Complex Stadium, Ulsan                         |                                                      |
| 17:00        | Rim Chol-min 81e |       |                  | Spectateurs : 6 000 Arbitrage : Olegário Benquerença | Spectateurs : 6 000 Arbitrage : Olegário Benquerença |
| 17:00        | (Rapport)        |       |                  | Spectateurs : 6 000 Arbitrage : Olegário Benquerença | Spectateurs : 6 000 Arbitrage : Olegário Benquerença |

| 24 août 2007 | Angleterre                       | 2 – 1 | Brésil    | Goyang Stadium, Goyang                     |                                            |
| 17:00        | Lansbury 45e (pen.) · Spence 90e |       | Tales 19e | Spectateurs : 9 600 Arbitrage : Ivan Bebek | Spectateurs : 9 600 Arbitrage : Ivan Bebek |
| 17:00        | (Rapport)                        |       |           | Spectateurs : 9 600 Arbitrage : Ivan Bebek | Spectateurs : 9 600 Arbitrage : Ivan Bebek |

#### Groupe C
| Classement final : |           |     |   |   |   |   |    |    |      |
|                    | Équipe    | Pts | J | G | N | P | BP | BC | Diff |
| 1                  | Espagne   | 7   | 3 | 2 | 1 | 0 | 7  | 4  | +3   |
| 2                  | Argentine | 5   | 3 | 1 | 2 | 0 | 5  | 2  | +3   |
| 3                  | Syrie     | 4   | 3 | 1 | 1 | 1 | 3  | 2  | +1   |
| 4                  | Honduras  | 0   | 3 | 0 | 0 | 3 | 3  | 10 | -7   |

| 19 août | Espagne   | 4 | 2 | Honduras  |
|         | Argentine | 0 | 0 | Syrie     |
| 22 août | Espagne   | 2 | 1 | Syrie     |
|         | Argentine | 4 | 1 | Honduras  |
| 25 août | Syrie     | 2 | 0 | Honduras  |
|         | Espagne   | 1 | 1 | Argentine |

1re journée
| 19 août 2007 | Espagne                        | 4 - 2 | Honduras                 | Ulsan Complex Stadium, Ulsan                   |                                                |
| 16:00        | Bojan 2e, 71e · Jordi 56e, 81e |       | Martinez 20e · Rojas 72e | Spectateurs : 4 800 Arbitrage : Matthew Breeze | Spectateurs : 4 800 Arbitrage : Matthew Breeze |
| 16:00        | (Rapport)                      |       |                          | Spectateurs : 4 800 Arbitrage : Matthew Breeze | Spectateurs : 4 800 Arbitrage : Matthew Breeze |

| 19 août 2007 | Argentine | 0 – 0 | Syrie | Ulsan Complex Stadium, Ulsan                   |                                                |
| 19:00        |           |       |       | Spectateurs : 8 100 Arbitrage : Bertrand Layec | Spectateurs : 8 100 Arbitrage : Bertrand Layec |
| 19:00        | (Rapport) |       |       | Spectateurs : 8 100 Arbitrage : Bertrand Layec | Spectateurs : 8 100 Arbitrage : Bertrand Layec |

2e journée
| 22 août 2007 | Espagne                   | 2 - 1 | Syrie               | Ulsan Complex Stadium, Ulsan                  |                                               |
| 17:00        | Mérida 56e · Aquino 90+1e |       | Solaiman 70e (pen.) | Spectateurs : 3 200 Arbitrage : Craig Thomson | Spectateurs : 3 200 Arbitrage : Craig Thomson |
| 17:00        | (Rapport)                 |       |                     | Spectateurs : 3 200 Arbitrage : Craig Thomson | Spectateurs : 3 200 Arbitrage : Craig Thomson |

| 22 août 2007 | Argentine                                   | 4 – 1 | Honduras           | Ulsan Complex Stadium, Ulsan                     |                                                  |
| 20:00        | Meza 45+1e · Mazzola 64e, 87e · Machuca 71e |       | Leverón 35e (pen.) | Spectateurs : 3 000 Arbitrage : Yuichi Nichimura | Spectateurs : 3 000 Arbitrage : Yuichi Nichimura |
| 20:00        | (Rapport)                                   |       |                    | Spectateurs : 3 000 Arbitrage : Yuichi Nichimura | Spectateurs : 3 000 Arbitrage : Yuichi Nichimura |

3e journée
| 25 août 2007 | Syrie                      | 2 - 0 | Honduras | Jeju World Cup Stadium, Seogwipo            |                                             |
| 16:00        | Al Taiar 22e · Alsalih 80e |       |          | Spectateurs : 430 Arbitrage : Rakesh Varman | Spectateurs : 430 Arbitrage : Rakesh Varman |
| 16:00        | (Rapport)                  |       |          | Spectateurs : 430 Arbitrage : Rakesh Varman | Spectateurs : 430 Arbitrage : Rakesh Varman |

| 25 août 2007 | Espagne    | 1 – 1 | Argentine   | Gwang-Yang Stadium, Gwangyang                   |                                                 |
| 16:00        | Aquino 68e |       | Benítez 32e | Spectateurs : 5 500 Arbitrage : Ravshan Irmatov | Spectateurs : 5 500 Arbitrage : Ravshan Irmatov |
| 16:00        | (Rapport)  |       |             | Spectateurs : 5 500 Arbitrage : Ravshan Irmatov | Spectateurs : 5 500 Arbitrage : Ravshan Irmatov |

#### Groupe D
| Classement final : |         |     |   |   |   |   |    |    |      |
|                    | Équipe  | Pts | J | G | N | P | BP | BC | Diff |
| 1                  | Nigeria | 9   | 3 | 3 | 0 | 0 | 9  | 2  | +7   |
| 2                  | France  | 4   | 3 | 1 | 1 | 1 | 4  | 4  | 0    |
| 3                  | Japon   | 3   | 3 | 1 | 0 | 2 | 4  | 6  | -2   |
| 4                  | Haïti   | 1   | 3 | 0 | 1 | 2 | 3  | 8  | -5   |

| 19 août | Nigeria | 2 | 1 | France |
|         | Japon   | 3 | 1 | Haïti  |
| 22 août | France  | 1 | 1 | Haïti  |
|         | Nigeria | 3 | 0 | Japon  |
| 25 août | Nigeria | 4 | 1 | Haïti  |
|         | France  | 2 | 1 | Japon  |

1re journée
| 19 août 2007 | Nigeria                      | 2 – 1 | France     | Gwang-Yang Stadium, Gwangyang                 |                                               |
| 16:00        | Chrisantus 15e · Ibrahim 64e |       | Saivet 51e | Spectateurs : 8 500 Arbitrage : Craig Thomson | Spectateurs : 8 500 Arbitrage : Craig Thomson |
| 16:00        | (Rapport)                    |       |            | Spectateurs : 8 500 Arbitrage : Craig Thomson | Spectateurs : 8 500 Arbitrage : Craig Thomson |

| 19 août 2007 | Japon                                   | 3 – 1 | Haïti              | Gwang-Yang Stadium, Gwangyang                 |                                               |
| 19:00        | Okamoto 42e · Kawano 80e · Kakitani 84e |       | Guemsly Junior 71e | Spectateurs : 8 500 Arbitrage : Rakesh Varman | Spectateurs : 8 500 Arbitrage : Rakesh Varman |
| 19:00        | (Rapport)                               |       |                    | Spectateurs : 8 500 Arbitrage : Rakesh Varman | Spectateurs : 8 500 Arbitrage : Rakesh Varman |

2e journée
| 22 août 2007 | France        | 1 – 1 | Haïti                  | Gwang-Yang Stadium, Gwangyang                |                                              |
| 17:00        | Le Tallec 13e |       | Desrivieres 21e (pen.) | Spectateurs : 4 500 Arbitrage : Eddy Maillet | Spectateurs : 4 500 Arbitrage : Eddy Maillet |
| 17:00        | (Rapport)     |       |                        | Spectateurs : 4 500 Arbitrage : Eddy Maillet | Spectateurs : 4 500 Arbitrage : Eddy Maillet |

| 22 août 2007 | Nigeria                         | 3 - 0 | Japon | Gwang-Yang Stadium, Gwangyang              |                                            |
| 20:00        | Oseni 21e · Chrisantus 31e, 82e |       |       | Spectateurs : 4 500 Arbitrage : Ivan Bebek | Spectateurs : 4 500 Arbitrage : Ivan Bebek |
| 20:00        | (Rapport)                       |       |       | Spectateurs : 4 500 Arbitrage : Ivan Bebek | Spectateurs : 4 500 Arbitrage : Ivan Bebek |

3e journée
| 25 août 2007 | Nigeria                           | 4 – 1 | Haïti      | Jeju World Cup Stadium, Seogwipo             |                                              |
| 19:00        | Chrisantus 5e, 60e · Isa 39e, 41e |       | Joseph 57e | Spectateurs : 520 Arbitrage : Matthew Breeze | Spectateurs : 520 Arbitrage : Matthew Breeze |
| 19:00        | (Rapport)                         |       |            | Spectateurs : 520 Arbitrage : Matthew Breeze | Spectateurs : 520 Arbitrage : Matthew Breeze |

| 25 août 2007 | France                    | 2 – 1 | Japon        | Goyang Stadium, Goyang                             |                                                    |
| 19:00        | Mehamha 68e · Rivière 70e |       | Kakitani 45e | Spectateurs : 11 054 Arbitrage : Grzegorz Gilewski | Spectateurs : 11 054 Arbitrage : Grzegorz Gilewski |
| 19:00        | (Rapport)                 |       |              | Spectateurs : 11 054 Arbitrage : Grzegorz Gilewski | Spectateurs : 11 054 Arbitrage : Grzegorz Gilewski |

#### Groupe E
| Classement final : |             |     |   |   |   |   |    |    |      |
|                    | Équipe      | Pts | J | G | N | P | BP | BC | Diff |
| 1                  | Tunisie     | 9   | 3 | 3 | 0 | 0 | 8  | 3  | +5   |
| 2                  | États-Unis  | 3   | 3 | 1 | 0 | 2 | 6  | 7  | -1   |
| 3                  | Tadjikistan | 3   | 3 | 1 | 0 | 2 | 4  | 5  | -1   |
| 4                  | Belgique    | 3   | 3 | 1 | 0 | 2 | 3  | 6  | -3   |

| 20 août | Tunisie     | 4 | 2 | Belgique    |
|         | États-Unis  | 3 | 4 | Tadjikistan |
| 23 août | Tunisie     | 3 | 1 | États-Unis  |
|         | Tadjikistan | 0 | 1 | Belgique    |
| 26 août | États-Unis  | 2 | 0 | Belgique    |
|         | Tunisie     | 1 | 0 | Tadjikistan |

1re journée
| 20 août 2007 | Tunisie                                           | 4 - 2 | Belgique              | Changwon Civil Stadium, Changwon                 |                                                  |
| 17:00        | Boughanmi 20e · Ayrai 24e · Msakni 42e 79e (pen.) |       | De Pauw 27e · Kis 36e | Spectateurs : 8 230 Arbitrage : Yuichi Nichimura | Spectateurs : 8 230 Arbitrage : Yuichi Nichimura |
| 17:00        | (Rapport)                                         |       |                       | Spectateurs : 8 230 Arbitrage : Yuichi Nichimura | Spectateurs : 8 230 Arbitrage : Yuichi Nichimura |

| 20 août 2007 | États-Unis                         | 3 - 4 | Tadjikistan                                                   | Changwon Civil Stadium, Changwon                |                                                 |
| 20:00        | Bates 9e · Garza 48e · Schuler 53e |       | Vasiev 32e · Shohzukhurov 43e · Davronov 82e · Fatkhuloev 86e | Spectateurs : 4 570 Arbitrage : Koman Coulibaly | Spectateurs : 4 570 Arbitrage : Koman Coulibaly |
| 20:00        | (Rapport)                          |       |                                                               | Spectateurs : 4 570 Arbitrage : Koman Coulibaly | Spectateurs : 4 570 Arbitrage : Koman Coulibaly |

2e journée
| 23 août 2007 | Tunisie                                       | 3 - 1 | États-Unis         | Changwon Civil Stadium, Changwon                  |                                                   |
| 17:00        | Hadhria 8e (pen.), 45+1e (pen.) · Dkhil 90+4e |       | Jeffrey 90e (pen.) | Spectateurs : 3 115 Arbitrage : Hernando Buitrago | Spectateurs : 3 115 Arbitrage : Hernando Buitrago |
| 17:00        | (Rapport)                                     |       |                    | Spectateurs : 3 115 Arbitrage : Hernando Buitrago | Spectateurs : 3 115 Arbitrage : Hernando Buitrago |

| 23 août 2007 | Tadjikistan | 0 – 1 | Belgique      | Changwon Civil Stadium, Changwon              |                                               |
| 20:00        |             |       | Benteke 90+2e | Spectateurs : 1 400 Arbitrage : Rakesh Varman | Spectateurs : 1 400 Arbitrage : Rakesh Varman |
| 20:00        | (Rapport)   |       |               | Spectateurs : 1 400 Arbitrage : Rakesh Varman | Spectateurs : 1 400 Arbitrage : Rakesh Varman |

3e journée
| 26 août 2007 | États-Unis           | 2 - 0 | Belgique | Cheonan Baekseok Stadium, Cheonan                              |                                                                |
| 16:00        | Urso 63e · Bates 71e |       |          | Spectateurs : 14 927 Arbitrage : Sálvio Spínola Fagundes Filho | Spectateurs : 14 927 Arbitrage : Sálvio Spínola Fagundes Filho |
| 16:00        | (Rapport)            |       |          | Spectateurs : 14 927 Arbitrage : Sálvio Spínola Fagundes Filho | Spectateurs : 14 927 Arbitrage : Sálvio Spínola Fagundes Filho |

| 26 août 2007 | Tunisie    | 1 – 0 | Tadjikistan | Suwon Sports Complex, Suwon                  |                                              |
| 16:00        | Msakni 83e |       |             | Spectateurs : 1 235 Arbitrage : Joel Aguilar | Spectateurs : 1 235 Arbitrage : Joel Aguilar |
| 16:00        | (Rapport)  |       |             | Spectateurs : 1 235 Arbitrage : Joel Aguilar | Spectateurs : 1 235 Arbitrage : Joel Aguilar |

#### Groupe F
| Classement final : |                   |     |   |   |   |   |    |    |      |
|                    | Équipe            | Pts | J | G | N | P | BP | BC | Diff |
| 1                  | Allemagne         | 7   | 3 | 2 | 1 | 0 | 11 | 5  | +6   |
| 2                  | Ghana             | 6   | 3 | 2 | 0 | 1 | 8  | 5  | +3   |
| 3                  | Colombie          | 4   | 3 | 1 | 1 | 1 | 9  | 5  | +4   |
| 4                  | Trinité-et-Tobago | 0   | 3 | 0 | 0 | 3 | 1  | 14 | -13  |

| 20 août | Allemagne | 3 | 3 | Colombie          |
|         | Ghana     | 4 | 1 | Trinité-et-Tobago |
| 23 août | Allemagne | 3 | 2 | Ghana             |
|         | Colombie  | 5 | 0 | Trinité-et-Tobago |
| 26 août | Ghana     | 2 | 1 | Colombie          |
|         | Allemagne | 5 | 0 | Trinité-et-Tobago |

1re journée
| 20 août 2007 | Allemagne                          | 3 – 3 | Colombie                            | Cheonan Baekseok Stadium, Cheonan                    |                                                      |
| 17:00        | Dowidat 34e, 49e · Sukuta-Pasu 39e |       | Julio 14e · Nazarit 66e (pen.), 88e | Spectateurs : 7 741 Arbitrage : Olegário Benquerença | Spectateurs : 7 741 Arbitrage : Olegário Benquerença |
| 17:00        | (Rapport)                          |       |                                     | Spectateurs : 7 741 Arbitrage : Olegário Benquerença | Spectateurs : 7 741 Arbitrage : Olegário Benquerença |

| 20 août 2007 | Ghana                                     | 4 - 1 | Trinité-et-Tobago | Cheonan Baekseok Stadium, Cheonan                              |                                                                |
| 20:00        | Osei 12e, 44e · Adams 45+1e · Bossman 85e |       | Campbell 80e      | Spectateurs : 11 521 Arbitrage : Sálvio Spínola Fagundes Filho | Spectateurs : 11 521 Arbitrage : Sálvio Spínola Fagundes Filho |
| 20:00        | (Rapport)                                 |       |                   | Spectateurs : 11 521 Arbitrage : Sálvio Spínola Fagundes Filho | Spectateurs : 11 521 Arbitrage : Sálvio Spínola Fagundes Filho |

2e journée
| 23 août 2007 | Allemagne                   | 3 - 2 | Ghana                | Cheonan Baekseok Stadium, Cheonan            |                                              |
| 17:00        | Bigalke 5e · Kroos 12e, 27e |       | Osei 52e · Adams 53e | Spectateurs : 7 516 Arbitrage : Joel Aguilar | Spectateurs : 7 516 Arbitrage : Joel Aguilar |
| 17:00        | (Rapport)                   |       |                      | Spectateurs : 7 516 Arbitrage : Joel Aguilar | Spectateurs : 7 516 Arbitrage : Joel Aguilar |

| 23 août 2007 | Colombie                                                | 5 - 0 | Trinité-et-Tobago | Cheonan Baekseok Stadium, Cheonan                |                                                  |
| 20:00        | Mosquera 22e, 63e · Trellez 60e · Pardo 68e · Serna 72e |       |                   | Spectateurs : 13 537 Arbitrage : Koman Coulibaly | Spectateurs : 13 537 Arbitrage : Koman Coulibaly |
| 20:00        | (Rapport)                                               |       |                   | Spectateurs : 13 537 Arbitrage : Koman Coulibaly | Spectateurs : 13 537 Arbitrage : Koman Coulibaly |

3e journée
| 26 août 2007 | Ghana                 | 2 - 1 | Colombie    | Ulsan Complex Stadium, Ulsan                  |                                               |
| 19:00        | Osei 32e · Yartey 87e |       | Nazarit 60e | Spectateurs : 8 500 Arbitrage : Craig Thomson | Spectateurs : 8 500 Arbitrage : Craig Thomson |
| 19:00        | (Rapport)             |       |             | Spectateurs : 8 500 Arbitrage : Craig Thomson | Spectateurs : 8 500 Arbitrage : Craig Thomson |

| 26 août 2007 | Allemagne                                                 | 5 – 0 | Trinité-et-Tobago | Changwon Civil Stadium, Changwon                 |                                                  |
| 19:00        | Broghammer 5e · Esswein 30e, 37e · Funk 39e · Wolze 90+3e |       |                   | Spectateurs : 4 320 Arbitrage : Yuichi Nichimura | Spectateurs : 4 320 Arbitrage : Yuichi Nichimura |
| 19:00        | (Rapport)                                                 |       |                   | Spectateurs : 4 320 Arbitrage : Yuichi Nichimura | Spectateurs : 4 320 Arbitrage : Yuichi Nichimura |

### Meilleurs troisièmes
Un classement comparatif est établi entre les 6 équipes ayant fini troisième de leur groupe, afin d'en sélectionner les 4 meilleurs qui sont repêchés pour compléter le tableau des huitièmes de finale.
| Classement final : |               |     |   |   |   |   |    |    |      |
|                    | Équipe        | Pts | J | G | N | P | BP | BC | Diff |
| 1                  | Colombie      | 4   | 3 | 1 | 1 | 1 | 9  | 5  | +4   |
| 2                  | Syrie         | 4   | 3 | 1 | 1 | 1 | 3  | 2  | +1   |
| 3                  | Corée du Nord | 4   | 3 | 1 | 1 | 1 | 3  | 7  | -4   |
| 4                  | Tadjikistan   | 3   | 3 | 1 | 0 | 2 | 4  | 5  | -1   |
| 5                  | Japon         | 3   | 3 | 1 | 0 | 2 | 4  | 6  | -2   |
| 6                  | Corée du Sud  | 3   | 3 | 1 | 0 | 2 | 2  | 4  | -2   |

### Tableau final
|  | Huitièmes de finale     | Huitièmes de finale          |            |                         | Quarts de finale             | Quarts de finale             |   |  | Demi-finales            | Demi-finales            |  |  | Finale                  | Finale                  |
|  | Huitièmes de finale     | Huitièmes de finale          |            |                         | Quarts de finale             | Quarts de finale             |   |  | Demi-finales            | Demi-finales            |  |  | Finale                  | Finale                  |
|  |                         |                              |            |                         |                              |                              |   |  |                         |                         |  |  |                         |                         |
|  | 29 août 17h - Ulsan     | 29 août 17h - Ulsan          |            |                         | 1er septembre 16h - Seogwipo | 1er septembre 16h - Seogwipo |   |  | 5 septembre 19h - Ulsan | 5 septembre 19h - Ulsan |  |  | 9 septembre 19h - Séoul | 9 septembre 19h - Séoul |
|  | 29 août 17h - Ulsan     | 29 août 17h - Ulsan          |            |                         | 1er septembre 16h - Seogwipo | 1er septembre 16h - Seogwipo |   |  | 5 septembre 19h - Ulsan | 5 septembre 19h - Ulsan |  |  | 9 septembre 19h - Séoul | 9 septembre 19h - Séoul |
|  | Espagne                 | 3                            |            |                         | 1er septembre 16h - Seogwipo | 1er septembre 16h - Seogwipo |   |  | 5 septembre 19h - Ulsan | 5 septembre 19h - Ulsan |  |  | 9 septembre 19h - Séoul | 9 septembre 19h - Séoul |
|  | Espagne                 | 3                            |            |                         | 1er septembre 16h - Seogwipo | 1er septembre 16h - Seogwipo |   |  | 5 septembre 19h - Ulsan | 5 septembre 19h - Ulsan |  |  | 9 septembre 19h - Séoul | 9 septembre 19h - Séoul |
|  | Corée du Nord           | 0                            |            |                         | 1er septembre 16h - Seogwipo | 1er septembre 16h - Seogwipo |   |  | 5 septembre 19h - Ulsan | 5 septembre 19h - Ulsan |  |  | 9 septembre 19h - Séoul | 9 septembre 19h - Séoul |
|  | Corée du Nord           | 0                            | Espagne    | 1ap (5)                 |                              |                              |   |  | 5 septembre 19h - Ulsan | 5 septembre 19h - Ulsan |  |  | 9 septembre 19h - Séoul | 9 septembre 19h - Séoul |
|  | 29 août 17h - Changwon  |                              | Espagne    | 1ap (5)                 |                              |                              |   |  | 5 septembre 19h - Ulsan | 5 septembre 19h - Ulsan |  |  | 9 septembre 19h - Séoul | 9 septembre 19h - Séoul |
|  |                         | France                       | 1 tab(4)   |                         |                              |                              |   |  | 5 septembre 19h - Ulsan | 5 septembre 19h - Ulsan |  |  | 9 septembre 19h - Séoul | 9 septembre 19h - Séoul |
|  | Tunisie                 | France                       | 1 tab(4)   | 1                       |                              |                              |   |  | 5 septembre 19h - Ulsan | 5 septembre 19h - Ulsan |  |  | 9 septembre 19h - Séoul | 9 septembre 19h - Séoul |
|  | Tunisie                 | 1er septembre 19h - Changwon |            | 1                       |                              |                              |   |  | 5 septembre 19h - Ulsan | 5 septembre 19h - Ulsan |  |  | 9 septembre 19h - Séoul | 9 septembre 19h - Séoul |
|  | France                  | 3ap                          |            |                         |                              |                              |   |  | 5 septembre 19h - Ulsan | 5 septembre 19h - Ulsan |  |  | 9 septembre 19h - Séoul | 9 septembre 19h - Séoul |
|  | France                  | 3ap                          | Espagne    | 2ap                     |                              |                              |   |  |                         |                         |  |  | 9 septembre 19h - Séoul | 9 septembre 19h - Séoul |
|  | 29 août 20h - Suwon     |                              | Espagne    | 2ap                     |                              |                              |   |  |                         |                         |  |  | 9 septembre 19h - Séoul | 9 septembre 19h - Séoul |
|  |                         | Ghana                        | 1          |                         |                              |                              |   |  |                         |                         |  |  | 9 septembre 19h - Séoul | 9 septembre 19h - Séoul |
|  | Pérou                   | Ghana                        | 1          | 1ap (5)                 |                              |                              |   |  |                         |                         |  |  | 9 septembre 19h - Séoul | 9 septembre 19h - Séoul |
|  | Pérou                   | 6 septembre 19h - Suwon      |            | 1ap (5)                 |                              |                              |   |  |                         |                         |  |  | 9 septembre 19h - Séoul | 9 septembre 19h - Séoul |
|  | Tadjikistan             | 1 ap(4)                      |            |                         |                              |                              |   |  |                         |                         |  |  | 9 septembre 19h - Séoul | 9 septembre 19h - Séoul |
|  | Tadjikistan             | 1 ap(4)                      | Pérou      | 0                       |                              |                              |   |  |                         |                         |  |  | 9 septembre 19h - Séoul | 9 septembre 19h - Séoul |
|  | 29 août 20h - Gwangyang |                              | Pérou      | 0                       |                              |                              |   |  |                         |                         |  |  | 9 septembre 19h - Séoul | 9 septembre 19h - Séoul |
|  |                         | Ghana                        | 2          |                         |                              |                              |   |  |                         |                         |  |  | 9 septembre 19h - Séoul | 9 septembre 19h - Séoul |
|  | Ghana                   | Ghana                        | 2          | 1                       |                              |                              |   |  |                         |                         |  |  | 9 septembre 19h - Séoul | 9 septembre 19h - Séoul |
|  | Ghana                   | 2 septembre 16h - Cheonan    |            | 1                       |                              |                              |   |  |                         |                         |  |  | 9 septembre 19h - Séoul | 9 septembre 19h - Séoul |
|  | Brésil                  | 0                            |            |                         |                              |                              |   |  |                         |                         |  |  | 9 septembre 19h - Séoul | 9 septembre 19h - Séoul |
|  | Brésil                  | 0                            | Espagne    | 0ap (0)                 |                              |                              |   |  |                         |                         |  |  |                         |                         |
|  | 30 août 17h - Goyang    |                              | Espagne    | 0ap (0)                 |                              |                              |   |  |                         |                         |  |  |                         |                         |
|  |                         | Nigeria                      | 0 tab(3)   |                         |                              |                              |   |  |                         |                         |  |  |                         |                         |
|  | Argentine               | Nigeria                      | 0 tab(3)   | 2                       |                              |                              |   |  |                         |                         |  |  |                         |                         |
|  | Argentine               |                              |            | 2                       |                              |                              |   |  |                         |                         |  |  |                         |                         |
|  | Costa Rica              | 0                            |            |                         |                              |                              |   |  |                         |                         |  |  |                         |                         |
|  | Costa Rica              | 0                            | Argentine  | 0                       |                              |                              |   |  |                         |                         |  |  |                         |                         |
|  | 30 août 17h - Gwangyang |                              | Argentine  | 0                       |                              |                              |   |  |                         |                         |  |  |                         |                         |
|  |                         | Nigeria                      | 2          |                         |                              |                              |   |  |                         |                         |  |  |                         |                         |
|  | Nigeria                 | Nigeria                      | 2          | 2                       |                              |                              |   |  |                         |                         |  |  |                         |                         |
|  | Nigeria                 | 2 septembre 19h - Goyang     |            | 2                       |                              |                              |   |  |                         |                         |  |  |                         |                         |
|  | Colombie                | 1                            |            |                         |                              |                              |   |  |                         |                         |  |  |                         |                         |
|  | Colombie                | 1                            | Nigeria    | 3                       |                              |                              |   |  |                         |                         |  |  |                         |                         |
|  | 30 août 20h - Seogwipo  |                              | Nigeria    | 3                       |                              |                              |   |  |                         |                         |  |  |                         |                         |
|  |                         | Allemagne                    | 1          |                         |                              |                              |   |  |                         |                         |  |  |                         |                         |
|  | Angleterre              | Allemagne                    | 1          | 3                       |                              |                              |   |  |                         |                         |  |  |                         |                         |
|  | Angleterre              |                              |            | 3                       |                              |                              |   |  |                         |                         |  |  |                         |                         |
|  | Syrie                   | 1                            |            | Match pour la 3e place  | Match pour la 3e place       |                              |   |  |                         |                         |  |  |                         |                         |
|  | Syrie                   | 1                            | Angleterre | Match pour la 3e place  | Match pour la 3e place       | 1                            |   |  |                         |                         |  |  |                         |                         |
|  | 30 août 20h - Cheonan   | 30 août 20h - Cheonan        | Angleterre | 9 septembre 16h - Séoul | 9 septembre 16h - Séoul      | 1                            |   |  |                         |                         |  |  |                         |                         |
|  | 30 août 20h - Cheonan   | 30 août 20h - Cheonan        |            | 9 septembre 16h - Séoul | 9 septembre 16h - Séoul      | Allemagne                    | 4 |  |                         |                         |  |  |                         |                         |
|  | Allemagne               | 2                            | Ghana      | 1                       |                              | Allemagne                    | 4 |  |                         |                         |  |  |                         |                         |
|  | Allemagne               | 2                            | Ghana      | 1                       |                              |                              |   |  |                         |                         |  |  |                         |                         |
|  | États-Unis              | 1                            |            | Allemagne               | 2                            |                              |   |  |                         |                         |  |  |                         |                         |
|  | États-Unis              | 1                            |            | Allemagne               | 2                            |                              |   |  |                         |                         |  |  |                         |                         |

#### Huitièmes de finale
| 29 août 2007 | Espagne                     | 3 - 0 | Corée du Nord | Ulsan Complex Stadium, Ulsan                                  |                                                               |
| 17:00        | Bojan 25e, 50e · Falqué 67e |       |               | Spectateurs : 8 500 Arbitrage : Sálvio Spínola Fagundes Filho | Spectateurs : 8 500 Arbitrage : Sálvio Spínola Fagundes Filho |
| 17:00        | (Rapport)                   |       |               | Spectateurs : 8 500 Arbitrage : Sálvio Spínola Fagundes Filho | Spectateurs : 8 500 Arbitrage : Sálvio Spínola Fagundes Filho |

| 29 août 2007 | Tunisie                  | 1 - 3 a. p. | France                           | Changwon Civil Stadium, Changwon                |                                                 |
| 17:00        | Hadhria 49e · Karoui 76e |             | Saivet 43e · Le Tallec 99e, 105e | Spectateurs : 2 150 Arbitrage : Ravshan Irmatov | Spectateurs : 2 150 Arbitrage : Ravshan Irmatov |
| 17:00        | (Rapport)                |             |                                  | Spectateurs : 2 150 Arbitrage : Ravshan Irmatov | Spectateurs : 2 150 Arbitrage : Ravshan Irmatov |

| 29 août 2007 | Pérou                                      | 1 - 1 a. p.     | Tadjikistan                                               | Suwon Sports Complex, Suwon                    |                                                |
| 20:00        | Manco 13e                                  |                 | Davronov 15e                                              | Spectateurs : 1 150 Arbitrage : Matthew Breeze | Spectateurs : 1 150 Arbitrage : Matthew Breeze |
| 20:00        | (Rapport)                                  |                 |                                                           | Spectateurs : 1 150 Arbitrage : Matthew Breeze | Spectateurs : 1 150 Arbitrage : Matthew Breeze |
| 20:00        | Trujillo · Calderon · Ruiz · Manco · Ávila | Tirs au but 5-4 | Vasiev · Radzhabov · Abdulloev · Fatkhuloev · Tukhtasunov | Spectateurs : 1 150 Arbitrage : Matthew Breeze | Spectateurs : 1 150 Arbitrage : Matthew Breeze |

| 29 août 2007 | Ghana                  | 1 - 0 | Brésil | Gwang-Yang Stadium, Gwangyang                     |                                                   |
| 20:00        | Donkor 51e · Boadi 44e |       |        | Spectateurs : 5 500 Arbitrage : Grzegorz Gilewski | Spectateurs : 5 500 Arbitrage : Grzegorz Gilewski |
| 20:00        | (Rapport)              |       |        | Spectateurs : 5 500 Arbitrage : Grzegorz Gilewski | Spectateurs : 5 500 Arbitrage : Grzegorz Gilewski |

| 30 août 2007 | Argentine      | 2 - 0 | Costa Rica | Goyang Stadium, Goyang                               |                                                      |
| 17:00        | Sauro 25e, 41e |       |            | Spectateurs : 5 698 Arbitrage : Olegário Benquerença | Spectateurs : 5 698 Arbitrage : Olegário Benquerença |
| 17:00        | (Rapport)      |       |            | Spectateurs : 5 698 Arbitrage : Olegário Benquerença | Spectateurs : 5 698 Arbitrage : Olegário Benquerença |

| 30 août 2007 | Nigeria            | 2 - 1 | Colombie    | Gwang-Yang Stadium, Gwangyang              |                                            |
| 17:00        | Isa 78e · Alfa 83e |       | Tréllez 62e | Spectateurs : 4 500 Arbitrage : Ivan Bebek | Spectateurs : 4 500 Arbitrage : Ivan Bebek |
| 17:00        | (Rapport)          |       |             | Spectateurs : 4 500 Arbitrage : Ivan Bebek | Spectateurs : 4 500 Arbitrage : Ivan Bebek |

| 30 août 2007 | Angleterre                                    | 3 - 1 | Syrie     | Jeju World Cup Stadium, Seogwipo                  |                                                   |
| 20:00        | Lansbury 17e (pen.) · Pearce 47e · Murphy 62e |       | Ajouz 51e | Spectateurs : 1 650 Arbitrage : Hernando Buitrado | Spectateurs : 1 650 Arbitrage : Hernando Buitrado |
| 20:00        | (Rapport)                                     |       |           | Spectateurs : 1 650 Arbitrage : Hernando Buitrado | Spectateurs : 1 650 Arbitrage : Hernando Buitrado |

| 30 août 2007 | Allemagne            | 2 - 1 | États-Unis | Oryong Stadium, Cheonan                        |                                                |
| 20:00        | Sukuta-Pasu 65e, 89e |       | Bates 92e  | Spectateurs : 15 069 Arbitrage : Craig Thomson | Spectateurs : 15 069 Arbitrage : Craig Thomson |
| 20:00        | (Rapport)            |       |            | Spectateurs : 15 069 Arbitrage : Craig Thomson | Spectateurs : 15 069 Arbitrage : Craig Thomson |

#### Quarts de finale
| 1er septembre 2007 | Espagne                                                                | 1 - 1 a. p.     | France                                                                               | Jeju World Cup Stadium, Seogwipo             |                                              |
| 17:00              | Jordi 72e                                                              |                 | Le Tallec 52e                                                                        | Spectateurs : 2 310 Arbitrage : Joel Aguilar | Spectateurs : 2 310 Arbitrage : Joel Aguilar |
| 17:00              | Nacho · Sergio Tejera · Bojan Krkić · Francisco Mérida · Daniel Aquino | Tirs au but 5-4 | Mamadou Sakho · Damien Le Tallec · Thibault Bourgeois · Yann M'Vila · Alfred N'Diaye | Spectateurs : 2 310 Arbitrage : Joel Aguilar | Spectateurs : 2 310 Arbitrage : Joel Aguilar |

| 1er septembre 2007 | Ghana                | 2 - 0 | Pérou | Changwon Main Stadium, Changwon                  |                                                  |
| 19:00              | Adams 46e · Osei 53e |       |       | Spectateurs : 7 555 Arbitrage : Yuichi Nichimura | Spectateurs : 7 555 Arbitrage : Yuichi Nichimura |

| 2 septembre 2007 | Argentine | 0 - 2 | Nigeria                     | Cheonan Sports Complex, Cheonan                 |                                                 |
| 16:00            |           |       | Haruna 33e · Chrisantus 47e | Spectateurs : 14 581 Arbitrage : Matthew Breeze | Spectateurs : 14 581 Arbitrage : Matthew Breeze |

| 2 septembre 2007 | Angleterre | 1 - 4 | Allemagne                                            | Goyang Stadium, Goyang City                                    |                                                                |
| 19:00            | Murphy 65e |       | Rudy 50e · Sukuta-Pasu 56e · Dowidat 74e · Kroos 87e | Spectateurs : 12 560 Arbitrage : Sálvio Spínola Fagundes Filho | Spectateurs : 12 560 Arbitrage : Sálvio Spínola Fagundes Filho |

#### Demi-finales
| 5 septembre 2007 | Espagne                 | 2 - 1 a. p. | Ghana     | Ulsan Complex Stadium, Ulsan                                  |                                                               |
| 19:00            | Aquino 67e · Bojan 116e |             | Adams 80e | Spectateurs : 9 700 Arbitrage : Sálvio Spínola Fagundes Filho | Spectateurs : 9 700 Arbitrage : Sálvio Spínola Fagundes Filho |

| 5 septembre 2007 | Nigeria                                  | 3 - 1 | Allemagne | Suwon Sports Complex, Suwon                  |                                              |
| 19:00            | Chrisantus 10e · Alfa 18e · Akinsola 94e |       | Kroos 33e | Spectateurs : 3 472 Arbitrage : Joel Aguilar | Spectateurs : 3 472 Arbitrage : Joel Aguilar |

#### Match pour la3eplace
| 9 septembre 2007 | Ghana    | 1 - 2 | Allemagne                 | Seoul World Cup Stadium, Séoul                        |                                                       |
| 16:00            | Osei 67e |       | Kroos 17e · Esswein 90+2e | Spectateurs : 22 345 Arbitrage : Olegário Benquerença | Spectateurs : 22 345 Arbitrage : Olegário Benquerença |

#### Finale
| 9 septembre 2007 | Espagne                      | 0 - 0 a. p.     | Nigeria                | Seoul World Cup Stadium, Séoul                    |                                                   |
| 19:00            |                              |                 |                        | Spectateurs : 36 125 Arbitrage : Yuichi Nichimura | Spectateurs : 36 125 Arbitrage : Yuichi Nichimura |
| 19:00            | Illarramendi · Mérida · Iago | Tirs au but 0-3 | Edile · Joshua · Oseni | Spectateurs : 36 125 Arbitrage : Yuichi Nichimura | Spectateurs : 36 125 Arbitrage : Yuichi Nichimura |

## Récompenses

### Meilleurs buteurs
| Place | Nom                 | Equipe    | Buts |
| 1     | Macauley Chrisantus | Nigeria   | 7    |
| 2     | Ransford Osei       | Ghana     | 6    |
| 3     | Toni Kroos          | Allemagne | 5    |
| 4     | Bojan Krkic         | Espagne   | 5    |
| 5     | Damien Le Tallec    | France    | 4    |
| 6     | Richard Sukuta-Pasu | Allemagne | 4    |
| 7     | Sadick Adams        | Ghana     | 4    |

### Meilleur joueur
À la fin de la compétition, la FIFA remet un Ballon d'Or au meilleur joueur du tournoi. Pour cette édition, c'est l'Allemand Toni Kroos, auteur de 5 buts et ayant terminé troisième avec sa sélection, qui reçoit le trophée.

### Prix du fair-play FIFA
C'est la sélection de Corée du Nord qui reçoit le prix du fair-play de la part d'un jury. Ce prix récompense l'état d'esprit et le jeu "propre" de l'équipe.

### Record
Le 18 août 2007, lors du match Brésil - Nouvelle-Zélande, le brésilien Fabinho a inscrit le but le plus rapide de l'histoire des compétitions de la FIFA en ouvrant la marque dès la 9e seconde pour son pays (score final : 7-0).

Le précédent record était détenu par le turc Hakan Şükür depuis le 29 juin 2002. Il avait marqué au bout de 11 secondes contre la Corée du Sud, lors du match pour la troisième place de la Coupe du monde 2002 (victoire de la Turquie 3 à 2).